# Ibrahim Aliyu
Ibrahim Aliyu (* 16. Januar 2002 in Kano) ist ein nigerianischer Fußballspieler.

## Karriere

### Verein
Aliyu stammt aus der Jugend des nigerianischen Vereins Oasis FC und spielte dort bis 2019. Anschließend ging er zur Footwork FC Academy und im Februar 2020 weiter in die Fußballschule von Lokomotiva Zagreb. Am 2. Oktober 2021 gab er dann sein Debüt für dessen Profimannschaft in der ersten kroatischen Liga gegen NK Istra 1961. Knapp vier Wochen später schoss er dann gegen GNK Dinamo Zagreb auch sein erstes Tor. 
Im April 2023 wechselte Aliyu in die Major League Soccer und unterschrieb bei Houston Dynamo einen Dreijahresvertrag.
Zur Saison 2025 wechselte er zu Columbus Crew innerhalb der MLS. Er unterschrieb einen Einjahresvertrag, mit Option auf zwei weitere Jahre.

### Nationalmannschaft
Bei der U-20-Afrikameisterschaft 2019  absolvierte Aliyu vier Partien für Nigeria und belegte mit der Auswahl am Ende den 4. Platz.

### Erfolge
- US Open Cup: 2023